# Еберхард I фон Шлюселберг
Еберхард I фон Шлюселберг или Еберхард I Хайнрих фон Грайфенщайн и Шлюселберг (на немски: Eberhard I von Schlüsselberg; Eberhard I Heinrich von Greifenstein-Schlüsselberg; † 14 ноември 1243) е господар на Шлюселберг (днес част от Вайшенфелд) в Бавария. Той основава 1216 г. знатния благороднически род „Шлюселберг“.

## Произход
Той е син на Майнгоц фон Грайфенщайн († сл. 1188) от франкска Швейцария. Брат е на Хайнрих фон Грайфенщайн († сл. 1223) и Улрих фон Шлюселберг († 8 януари 1256).
Преди строежа на замък Шлюселберг фамилните членове се наричат също „фон Грайфенщайн“. Между 1216 и 1219 г. фамилията построява замък Шлюселберг. През 1219 г. те се наричат за пръв път фон Шлюселберг. Шлюселбергите притежават до измирането им през 1347 г. замък Грайфенщайн.

## Фамилия
Първи брак: с Елизабет фон Браунек († 6 април 1231). Бракът е бездетен.
Втори брак: с швабската графиня фон Еберщайн. Те имат децата:
- синове фон Шлюселберг († сл. 1243)
- Еберхард II фон Шлюселберг (* ок. 1220; † 1283 или 3 май 1284), господар на Шлюселберг, женен I. за жена с неизвестно име, II. пр. 17 април 1280 г. за бургграфиня Елизабет фон Цолерн-Нюрнберг от род Хоенцолерн († 3/13 февруари 1288), дъщеря на бургграф Фридрих III фон Нюрнберг († 1297) и Елизабет фон Андекс-Мерания († 1272)
- Улрих фон Шлюселберг († между 5 септември и 6 октомври 1288), женен за Хедвиг фон Грюндлах († между 18 октомври 1283 и 15 септември 1288), дъщеря на Хердеген фон Грюндлах († 1285) и Ирментрудис († ок. 1279)
- Албрехт фон Шлюселберг († сл. 27 март 1276), провост в „Св. Ганголф“ в Бамберг